# 數碼港

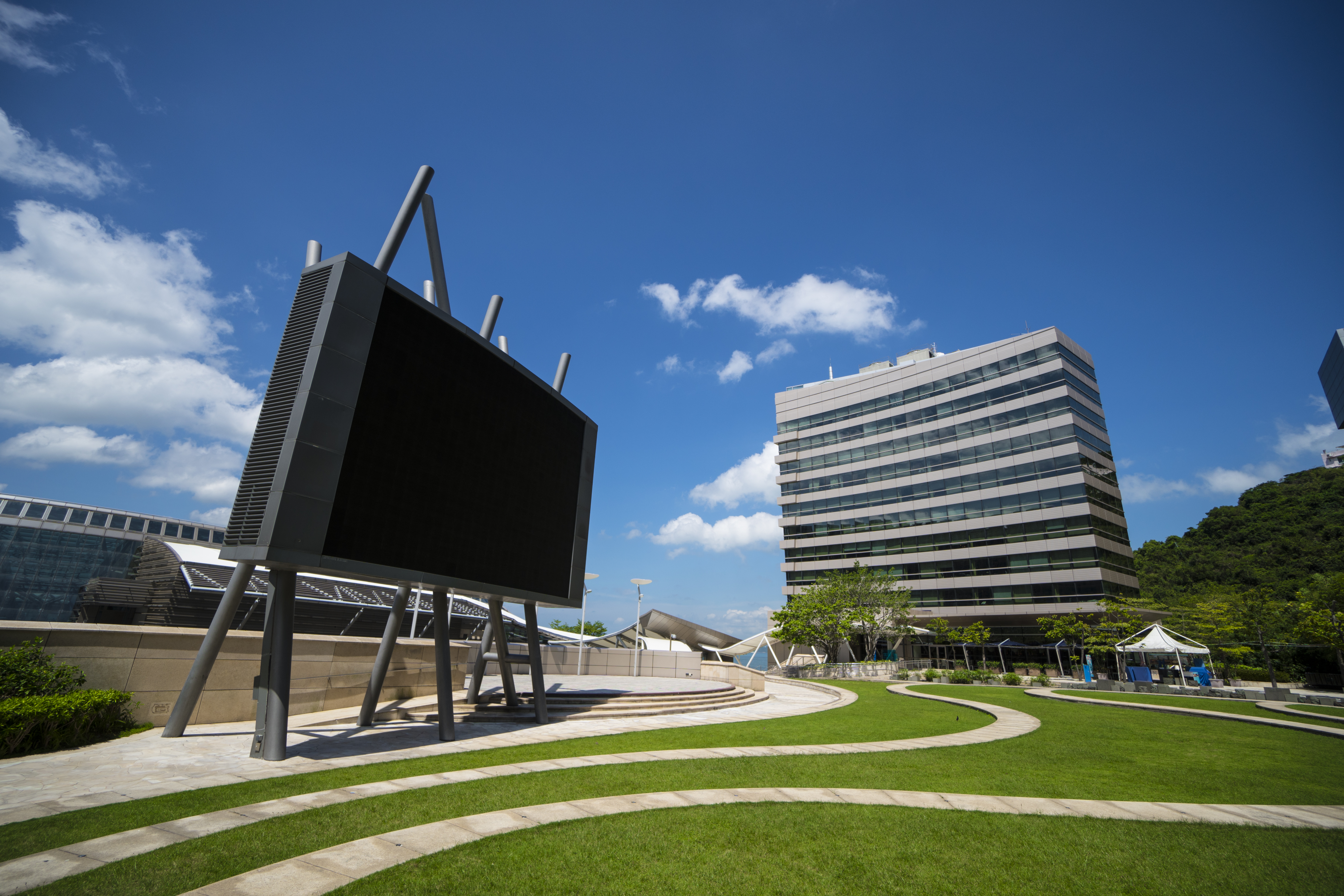
數碼港二座 - 數碼廣場

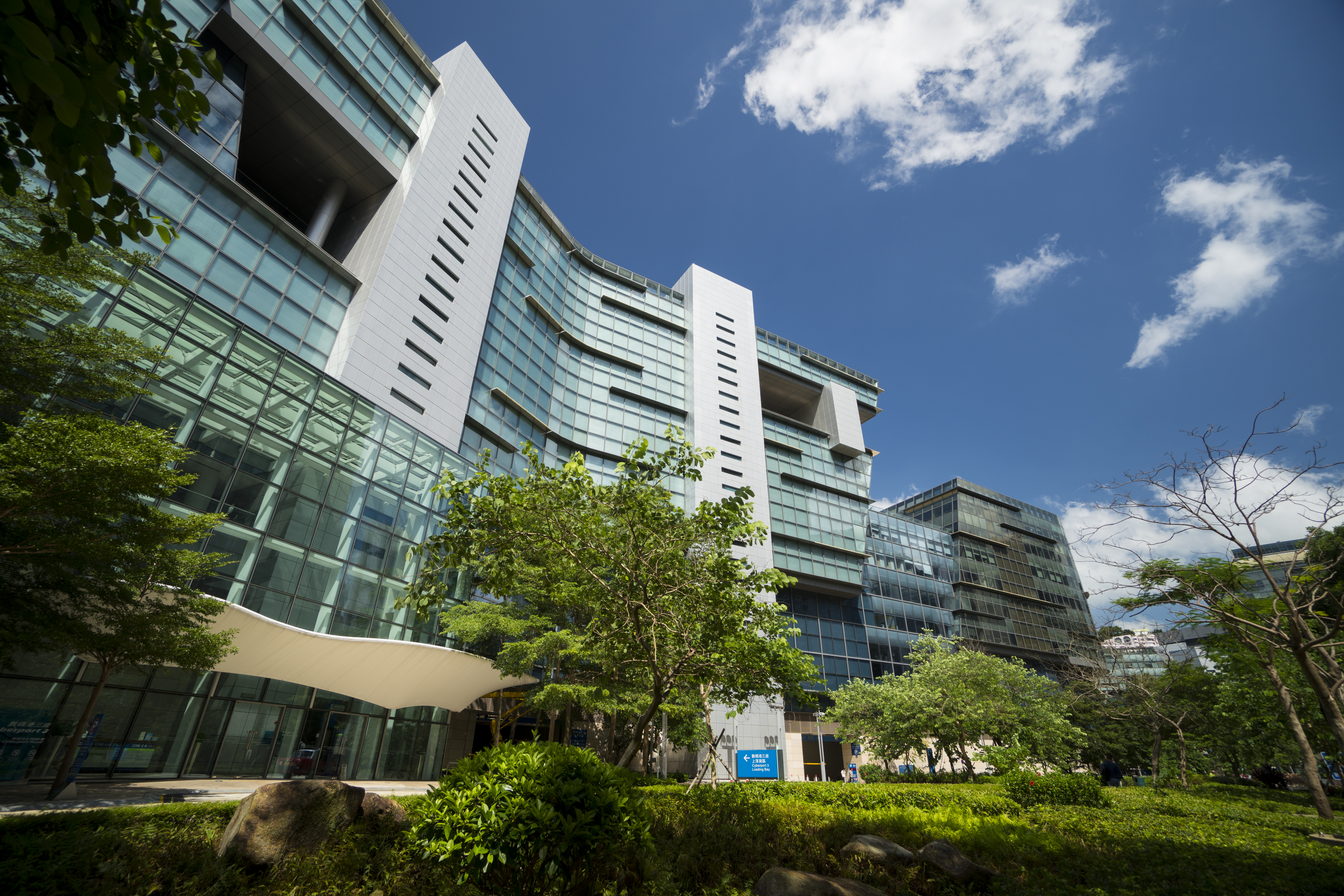
數碼港三座

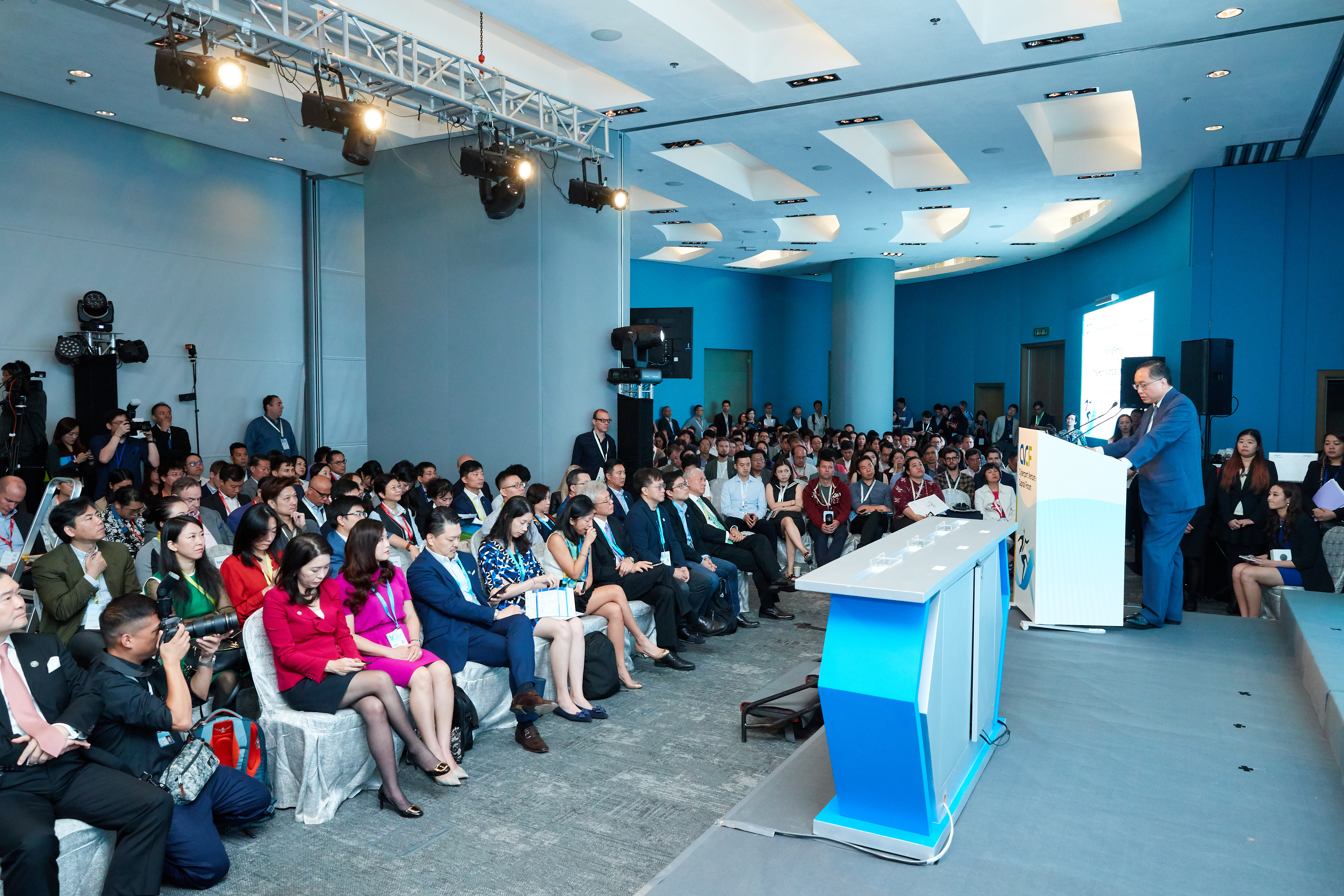
數碼港三座內的會議廳

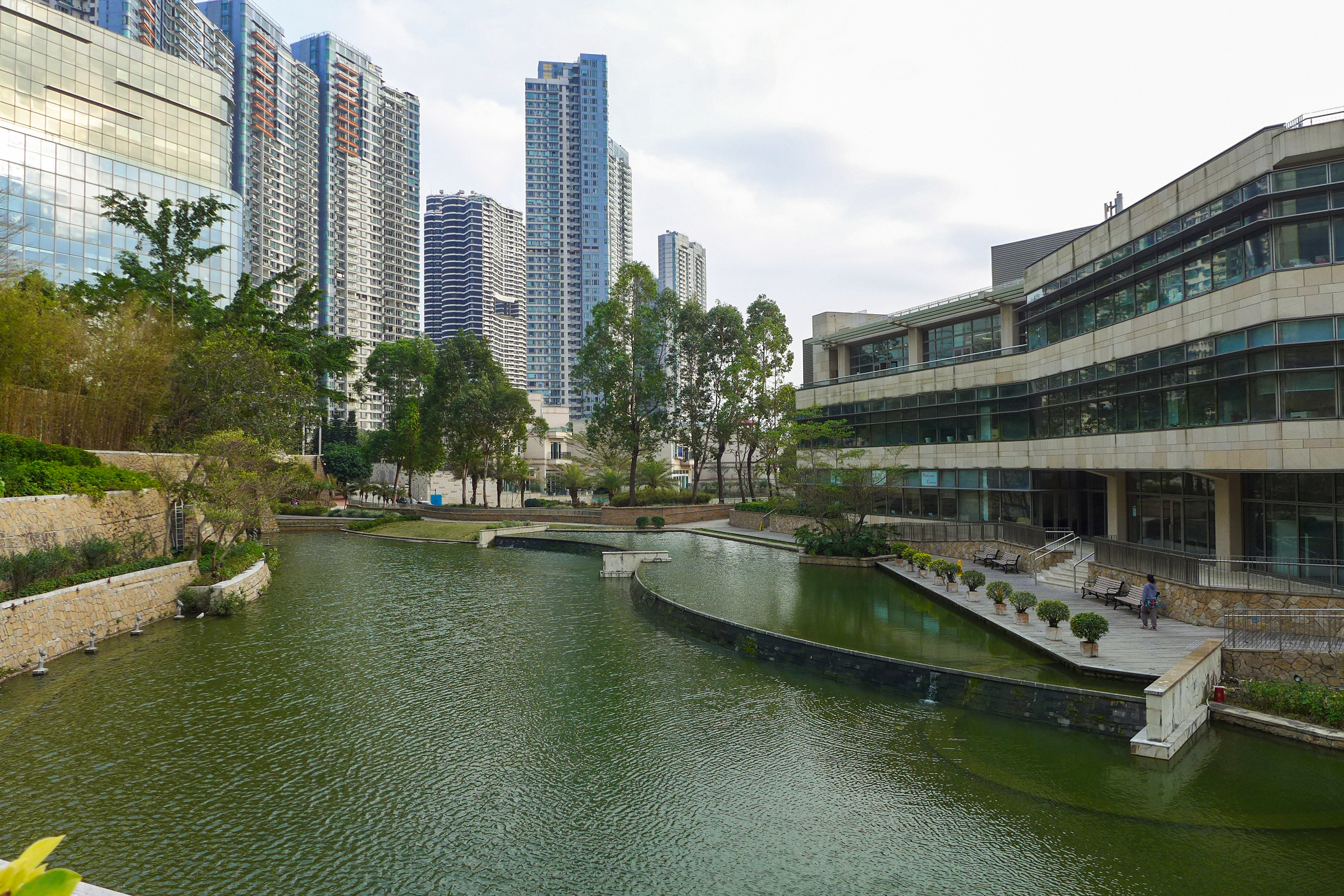
數碼港四座的人工湖

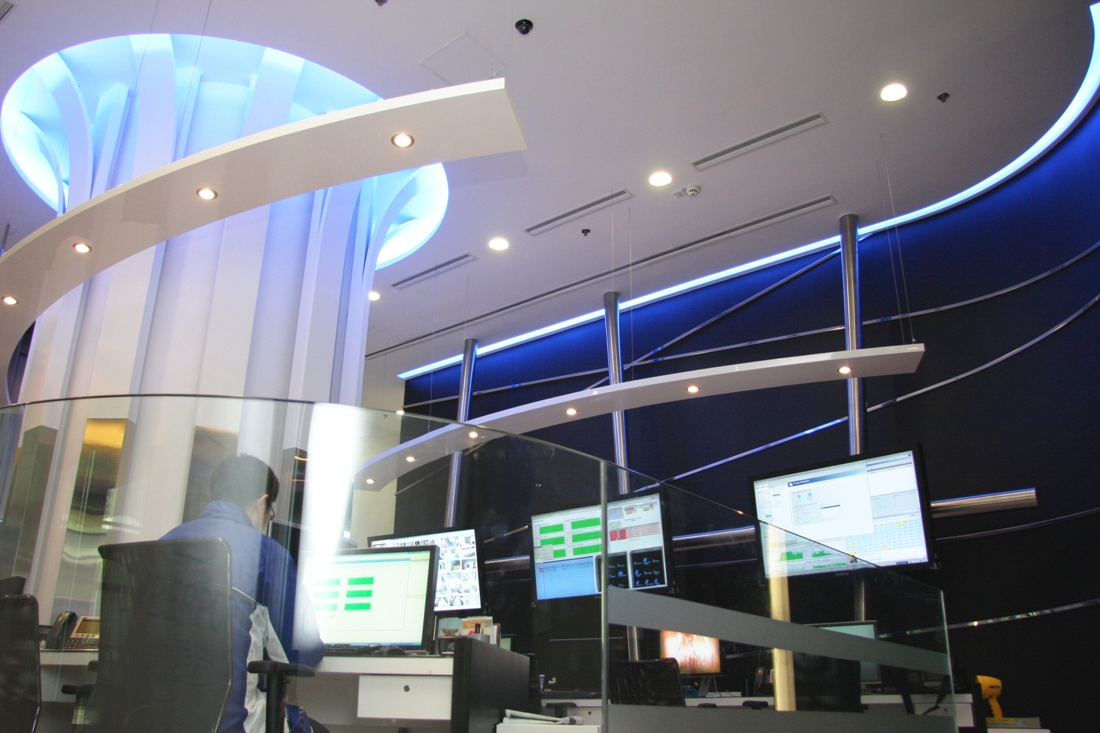
數碼港網絡操作中心

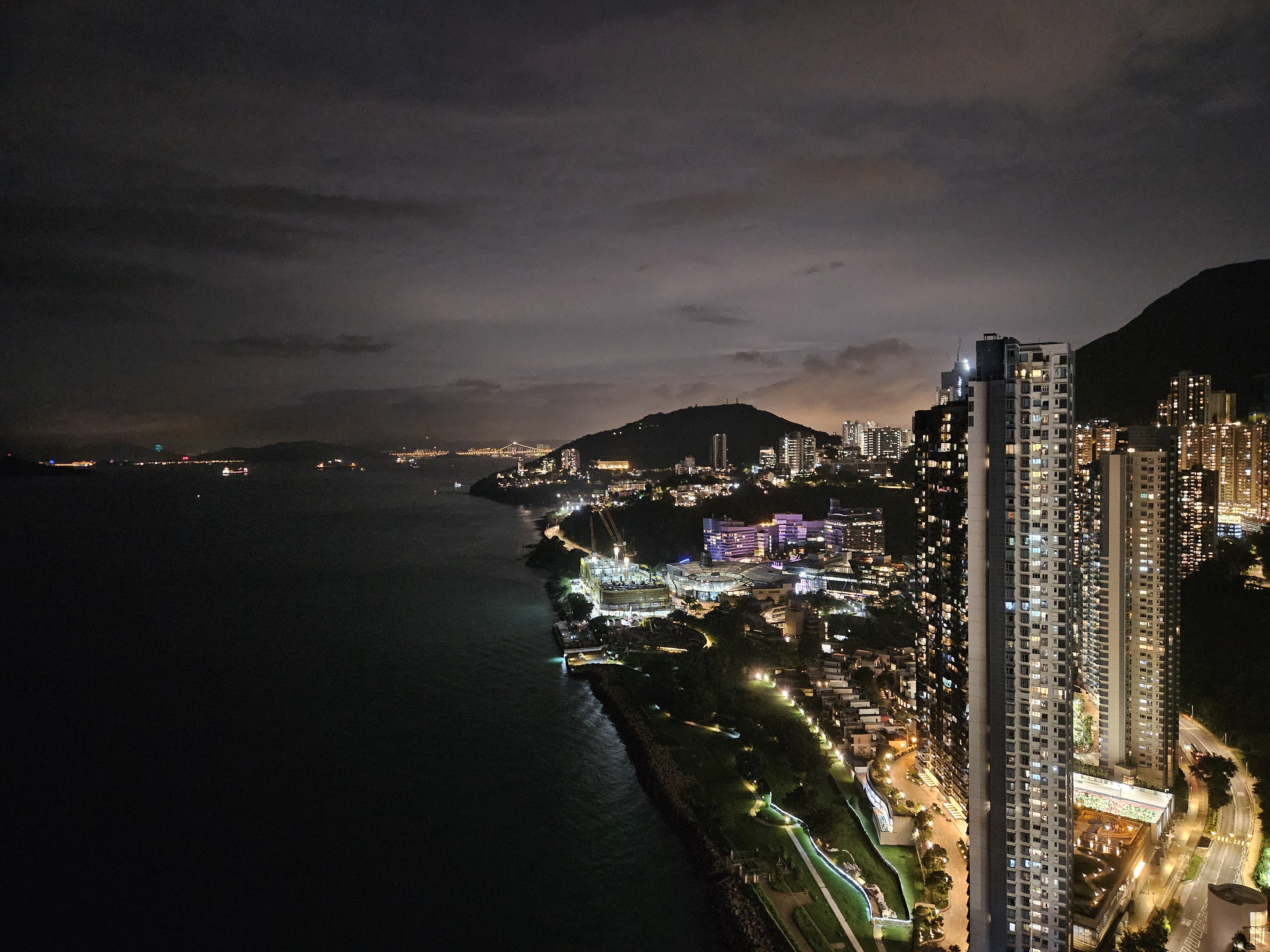
貝沙灣南灣俯瞰數碼港夜景

數碼港（英語：Cyberport）位於香港香港島鋼綫灣，佔地24公頃，為雲集以數字科技為主要業務的租戶的樞紐，擁有逾兩千家企業，其中包括9家独角兽企业，包括GOGOX、KLOOK、匯立銀行、TNG Wallet、Animoca和眾安銀行等，涵蓋金融科技、智能生活、數字娛樂和電子競技等類別；其中GOGOX於2022年6月在香港交易所上市。
數碼港由政府以「香港數碼港管理有限公司」名義負責營運及發展。數碼港設有4座甲級寫字樓、一間五星級酒店（數碼港艾美酒店）及一個商場。
數碼港自2002年落成以來，致力推動香港創新科技發展，並主力推動六大科技範疇，包括金融科技、智慧生活、數碼娛樂及電子競技、大數據與人工智能、區塊鏈及網絡安全；亦擔當培育年輕人、初創及企業家投身數碼科技行業的角色，為他們聯繫策略夥伴和投資者，促進科技企業於香港及國際商業夥伴的合作，推動大型企業和中小企數碼轉型。
數碼港擁有全港最大的金融科技社群，有逾400家金融科技公司，涵蓋個人理財、支付系統及保險科技等業務。2019年初，香港金融管理局發出8個虛擬銀行牌照，當中包括眾安及WeLab兩家數碼港社群企業，另一家社群企業Bowtie亦獲香港保險業監管局以快速通道計劃，發出首個全數碼保險牌照。
數碼港商場內的電子競技場地於2019年7月16日啟用，當日更舉辦數碼娛樂領袖論壇。數碼港亦推出電子競技行業支援計劃及實習支援計劃，為行業活動及實習生的聘請提供資助。
數碼港提供不同的數碼科技為主的創業資助計劃。「數碼港微型創業計劃」提供10萬港元資助創新的數碼科技為主的創業項目。而「數碼港培育計劃」則為期2年，提供55萬港元以及免費辦公室的資助。「數碼港培育計劃」自2005年至2022年2月，已培育和資助逾千家科技初創公司。數碼港亦於2016年宣布成立規模兩億港元的數碼港投資創業基金，向初創企業提供早期融資。該基金提供種子項目投資以至A輪或後期的融資，截至2022年7月，已投資22家初創企業，總額約1.68億港元，推動共同投資比例為1:8。。
2022年3月25日，香港政府委任陳細明接替林家禮博士，由2022年4月1日至2024年3月31日擔任香港數碼港管理有限公司董事會主席。。
數碼港現時主要有4期寫字樓，提供約119,000平方米的辦公用地。截至2021年5月，數碼港辦公室和共享辦公空間的出租率一直分別保持在90%和95%。

## 歷史
數碼港的構思源自香港首富李嘉誠幼子李澤楷，他在1998年開始游說香港政府發展有關計劃。及後行政長官董建華委任田長霖教授領導《行政長官特設創新科技委員會》, 《委員會》第二份報告(最後報告)指出建立數碼港的重要性及用途。1999年3月3日，由時任行政長官董建華發表的施政報告指出，香港需要發展資訊科技，以配合一日千里的高科技發展，以及應付本地企業對資訊科技的需求。此外，施政報告期望發展資訊科技可以使香港從1997年亞洲金融風暴中儘快復原、及藉以提供重要的基礎建設，吸引資訊服務公司匯聚香港。
最終於2000年5月17日，香港政府透過3間在財政司司長法團之下成立的全資擁有的私人公司（分別為香港數碼港發展控股有限公司、香港數碼港管理有限公司及香港數碼港（附屬發展）有限公司）與盈科數碼動力（即併購香港電訊前的電訊盈科）全資附屬公司「資訊港有限公司」（Cyber-Port Limited）簽立數碼港計劃協議書。
協議書訂明「香港數碼港發展控股有限公司」獲得批地以發展數碼港計劃。香港政府豁免數碼港78億港元地價，以及投資10億港元於鋼綫灣興建基建，其餘建築費用由「資訊港有限公司」方面一手包辦。整個項目耗資約158億港元。電訊盈科可從住宅部分（即後來的貝沙灣）取得利益。據2003年的報道，時任電盈基建業務主席李智康及財務總監艾維朗會晤分析員時曾表示，由於電盈只佔該項目四成權益，若首期500多個單位能以平均呎價4800元（當時市場普遍使用建築面積計算）售出，電盈該年只需再投入1.25億美元（約9.75億港元），數碼港住宅項目總投資維持於6.5億至7億美元間。證券界料電盈可於項目獲利10億港元。
當數碼港落成啟用後，數碼港控股需將住宅部分（即「貝沙灣」）轉讓予一家附屬公司「香港數碼港（附屬發展）有限公司」，而數碼港部分其所有業權及管理權均需交回香港政府管理（即「香港數碼港管理有限公司」）。數碼港控股及其兩家附屬公司統稱為數碼港公司。
2015年1月20日，聯想集團與數碼港簽署戰略夥伴框架協議，合作於數碼港建立亞太區首個雲端服務及產品研發中心。
2021年，香港國際互聯網交換中心入駐數碼港，並建立主數據中心，以逐步取代位於中大碧秋樓的同類設施。

## 建築
數碼港商業部份由四座寫字樓、數碼港商場及數碼港艾美酒店組成，於2002年至2004年分批落成，提供合共逾100,000平方米的甲級寫字樓，以容納百多家資訊科技及有關產業的公司。數碼港艾美酒店是一座提供173座房間的的5星級酒店。住宅項目貝沙灣包括約2,800個高級住宅單位，於2004至2008年分批落成。
數碼港附設的零售及娛樂中心面積為27,000平方米，設施包括商場、戲院、酒店、科技中心、網絡操作中心、香港移動體驗中心、會議及展覽中心及公共交通交匯處等。

### 擴建和改建工程
《2018年至2019年度香港政府財政預算案》中，政府表示向數碼港撥款一億元，將商場中庭改建為電競比賽場地，設有500個座位，其他工程包括加裝屏幕升降台、遮光布和天幕等，將於2019年6月竣工。
《2019年至2020年度香港政府財政預算案》中，政府宣布預留55億元發展數碼港第5期。選址為數碼港商場對開的數碼港公園。大樓樓面面積達6.6萬平方米，至少4萬平方米用作寫字樓和共享工作間，估計可容納100間科企及約700間初創。同時商業零售和設可容納800人的會議場地。而4億多元將用作翻新數碼港公園作永久休憩空間。
2021年7月16日數碼港管理有限公司就薄扶林數碼港第5期擴建計劃，正式向城市規劃委員會遞交申請，計劃興建1幢10層（另設兩層地庫）的物業，該地盤佔地約175413方呎，總樓面約約710437方呎，作辦公室、展覽或會議廳、食肆及商店等用途，項目亦提供219個車位及不少於53821方呎的公眾休憩用地。有關工程已於2021年展開，樓宇上蓋建設於2023年年中開始，預計擴建工程最快於2025年年底完成。
現時數碼港的海濱公園深受市民歡迎。考慮到市民的需求，數碼港在推動擴建計劃同時，進行優化海濱公園的工程，提升公園的環境和設施。數碼港海濱公園優化工程已於2023年第三季展開，並正分階段推展，以便在工程期間維持開放部份公園設施予市民享用。數碼港將於2025年年底工程完成後，盡快重新開放所有公園設施。

## 管理層
- 董事局主席：陳細明先生
- 行政總裁：鄭松岩博士
- 首席營運官：鄭希穎先生
- 首席財務官：劉業民先生
- 首席企業發展官：朱美恩女士
- 首席公眾使命官：陳思源工程師
- 首席投資官：陳覺忠先生
- 項目總監 : 余達彰先生

## 業績
2012年12月20日首次公布公司業績：
- 收入達4.15億元
- 辦公室以及商場租金收入佔1.57億元
- 管理費、停車場等物業管理收入佔1億元、
- 酒店收入佔1.2億元
- 未計折舊總支出3.38億元
- 物業管理支出佔1.2億元
- 虧損1.35億元

## 設施、服務及活動領域

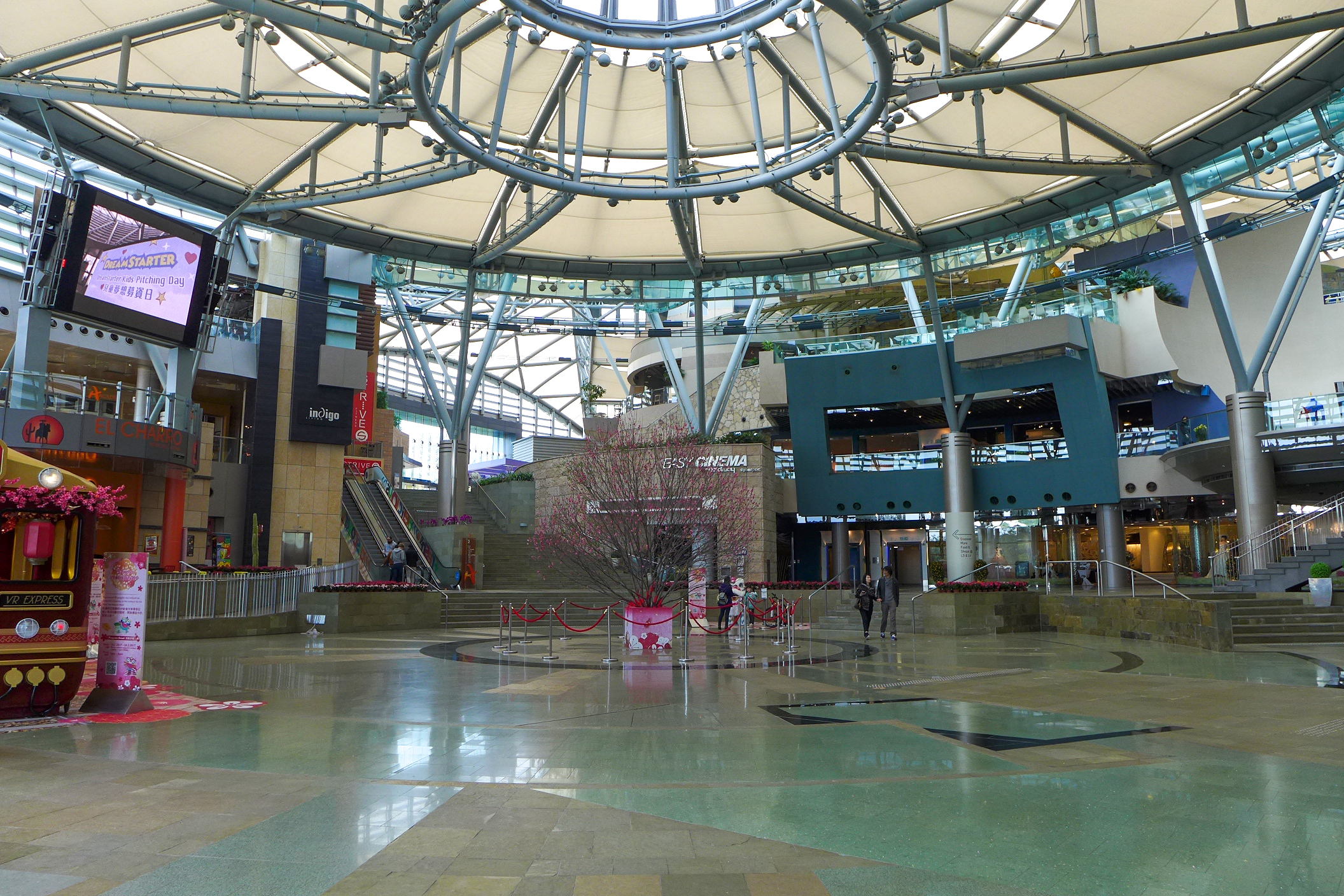
數碼港商場中庭（2017年）

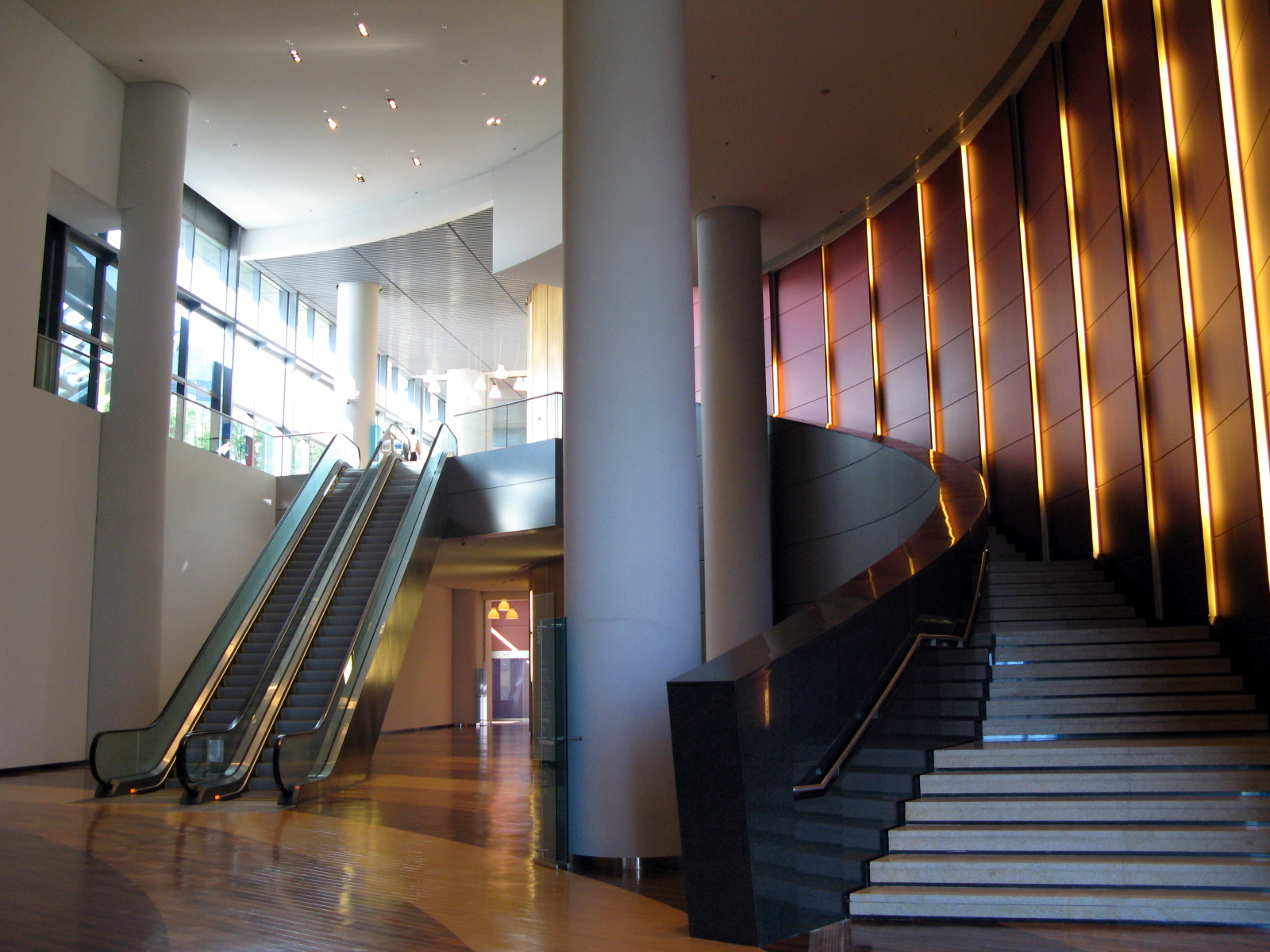
數碼港第3座C區大堂

### 資訊科技/電訊基建設施及服務
- 1至10千兆內部專用網絡
- 120條頻道衛星電視共用天線系統
- IP電話及綜合訊息傳送系統
- 光纖或電纜樓宇布線系統
- 網絡操作中心
- 租戶專用數據中心
- 無線局部區域網絡

### 設施
- 數碼港會議及展覽中心
- 企業發展中心
- 科技中心
- 數碼港艾美酒店
- 數碼港商場
- GoGYM健身空間
- 數碼港公園

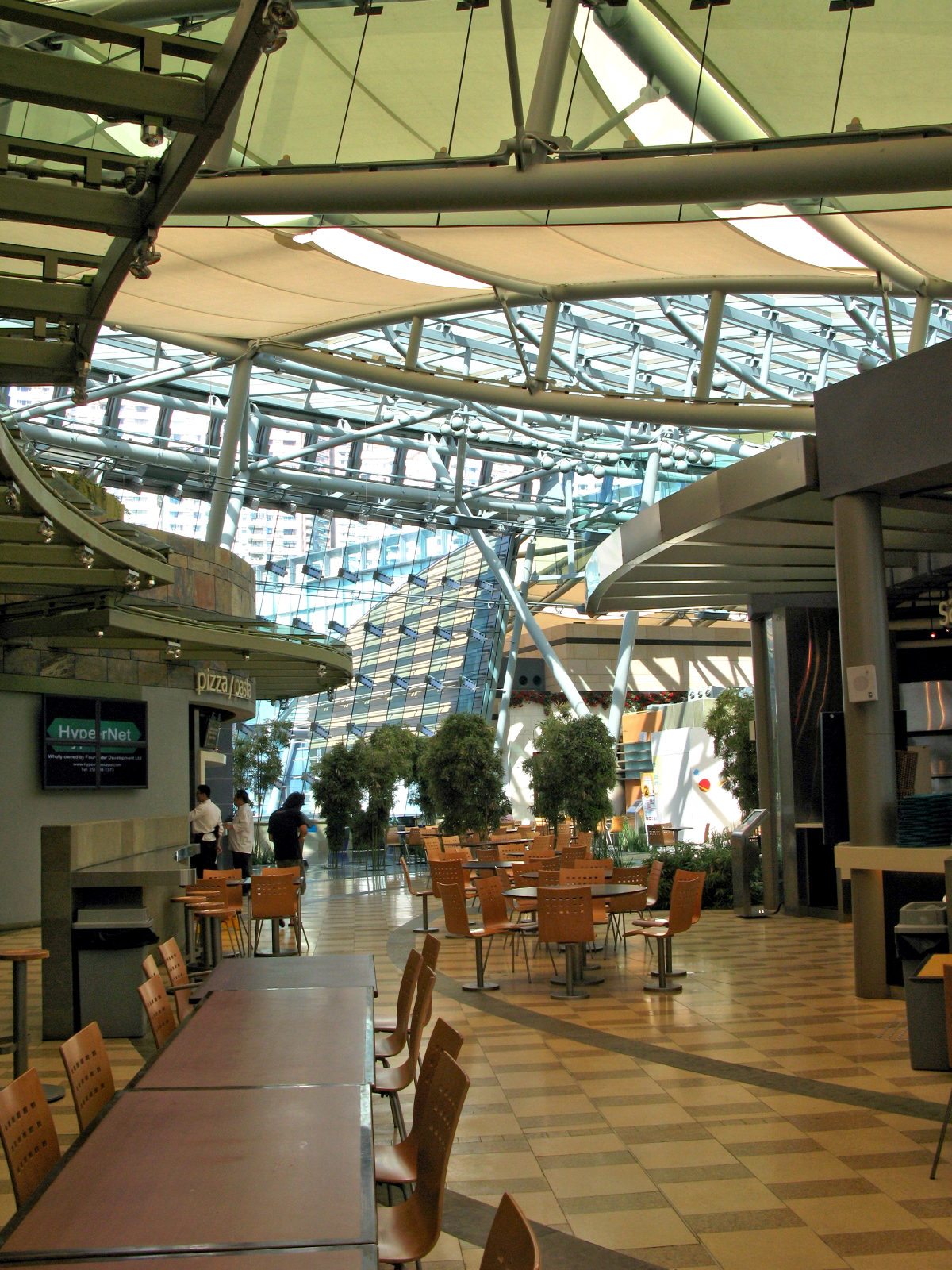
位於數碼港商場內的美食廣場（2007年）
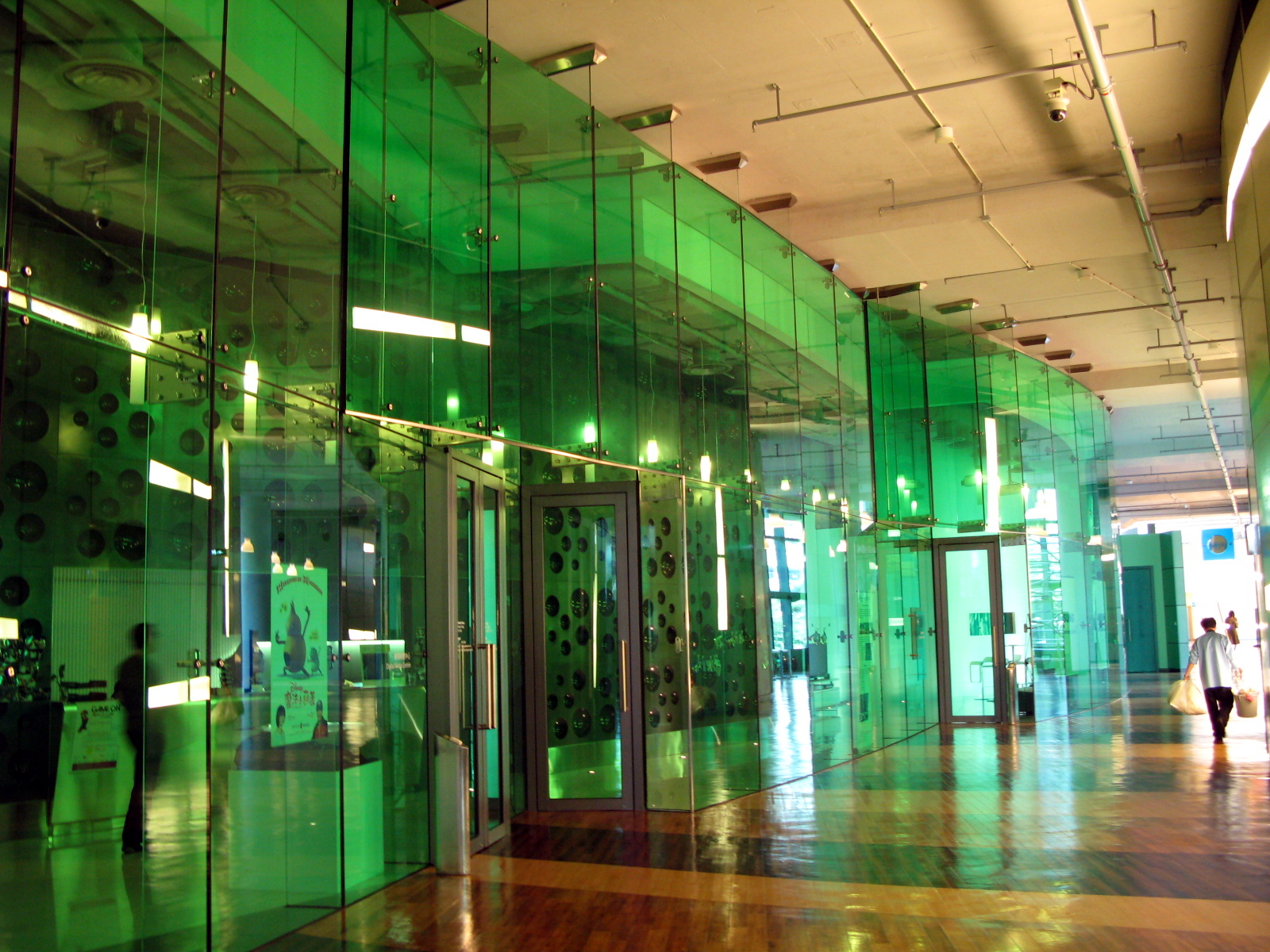
數碼港第3座科技中心（前身為數碼媒體中心）
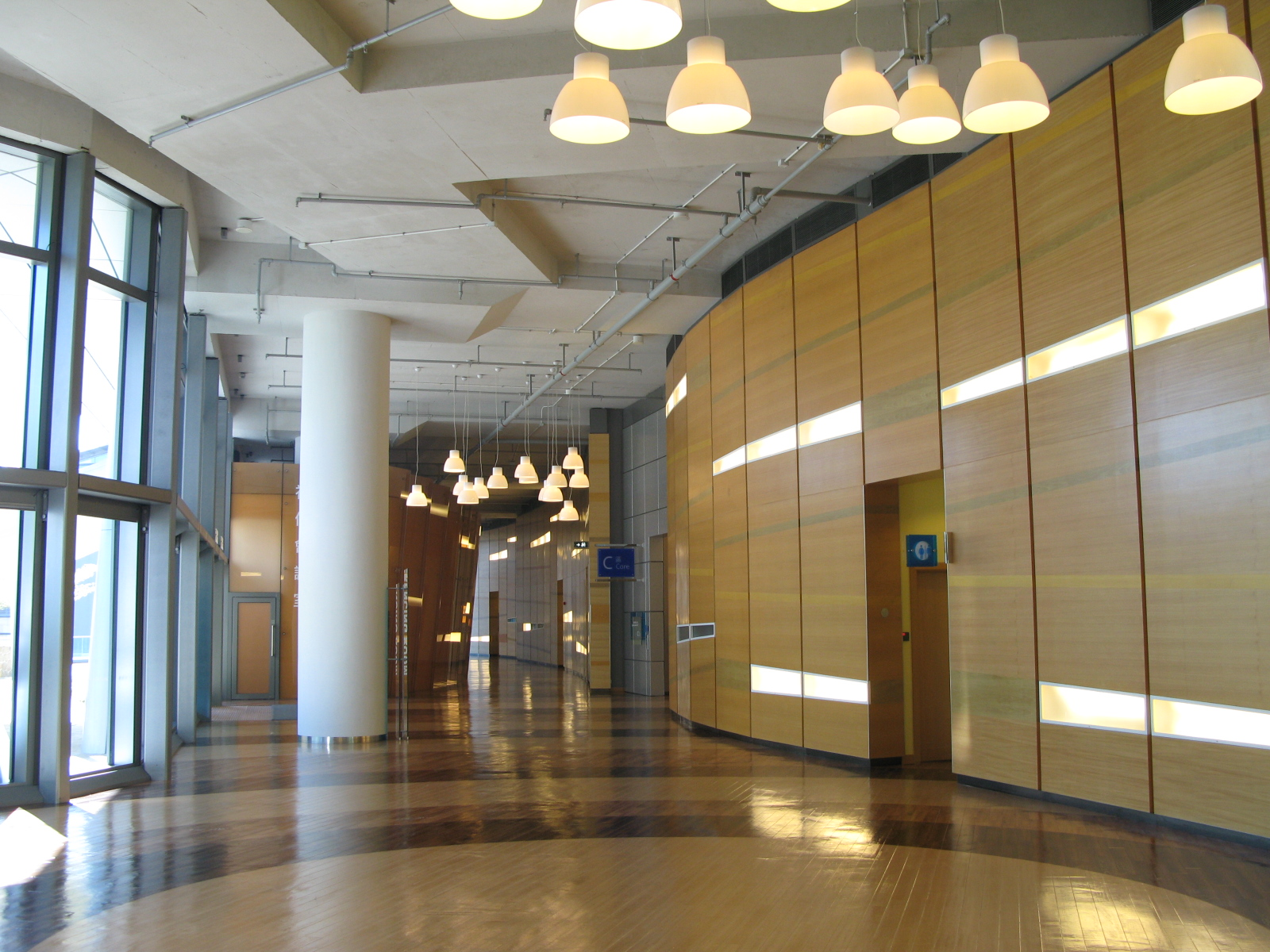
數碼港第3座E區園景廊（2007年）
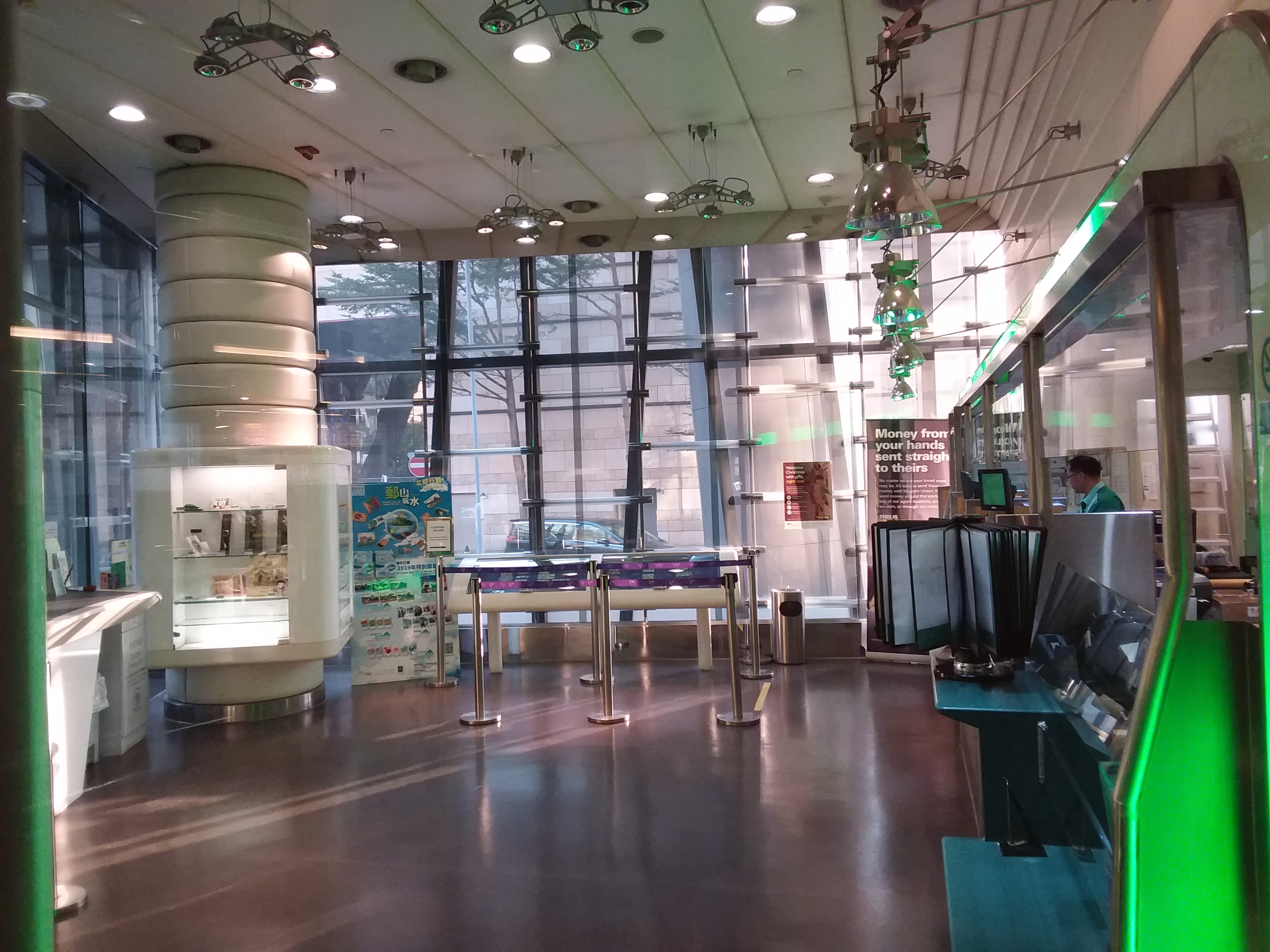
數碼港郵政局（因不獲業主續約，已於2021年10月17日關閉。）
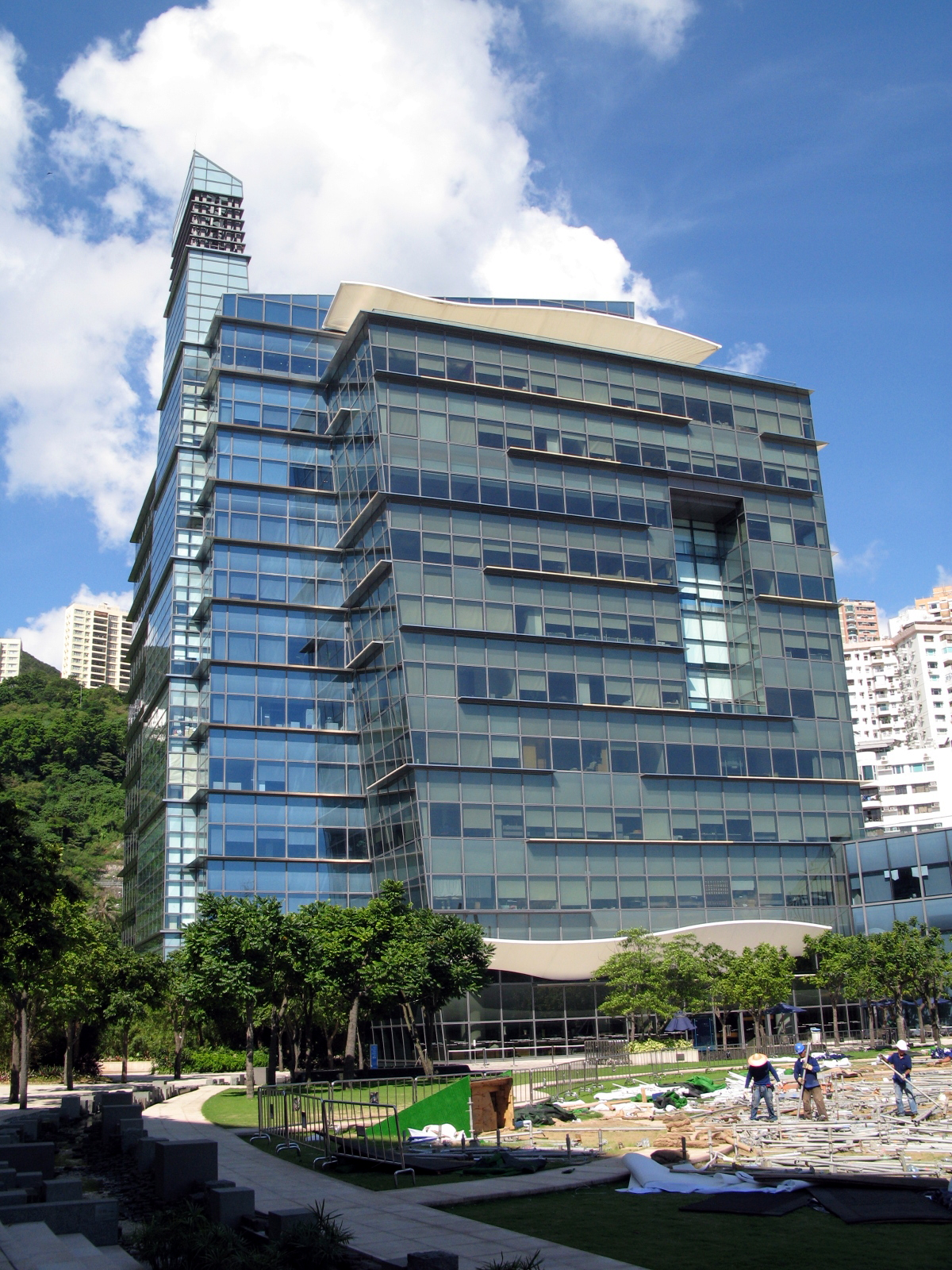
數碼港艾美酒店（2007年）

### 核心活動領域

數碼港及貝沙灣各大廈及屋苑分佈簡圖

- 園區創建：發展及管理數碼港園區，務求為數碼港建立發展框架以實踐所訂立之發展目標，尤其著重積極推動可持續發展之方案。
- 企業發展：營運數碼港數碼娛樂培育暨培訓中心及數碼港創意微型基金（CCMF），投入資源以接納更多高發展潛力的本地新成立企業及創業家，並擴充CCMF的規模以激發資訊及通訊科技業界的創意及創新科技。
- 科技：應用創新及高端科技以提供領先的資訊及通訊科技基礎設施，從而推動香港策略性資訊及通訊科技業集中地的建立和發展。
- 協作：協助本地資訊及通訊科技業與海外地區在兩大方面合作：商業聯盟及人才交流；建立互惠網絡以協助資訊及通訊科技業的中小企開拓及把握海外及內地市場的商機。
- 知識及人才：推動以知識為本的計劃，轉化香港成為共融的知識型數碼經濟體系；舉辦世界級會議、啟發性培訓及比賽，同時促進創造更多資訊及通訊科技業相關的職位，以及推動與數碼共融有關的計劃以縮窄數碼鴻溝。

## 爭議
在2000年，政府在未經公開招標的情況下，把鋼綫灣臨海優質地皮免地價批予李澤楷的盈科拓展，意圖發展成類似美國矽谷的高科技中心。然而，此舉引起官商勾結的指控，當時各大地產商都強烈不滿，指政府偏袒李嘉誠家族，數十名在商政界有一定地位的地產商人到香港政府總部與董建華會面表示抗議。

## 事件
2023年9月6日，數碼港公布電腦系統遭第三方入侵，黑客組織聲稱已取得超過400GB數據，就資料索價約234萬港元。數碼港表示已經就事件立刻向執法部門報案、關閉受影響的電腦設備，以及在獨立的網絡安全專家協助下展開詳細調查。同時向個人資料私隱專員公署通報事件。2023年9月12日，因數碼港拒絕向黑客交贖金，黑客便把數碼港的資料在暗網中外洩，當中涉及核數、商業機構、政府文件、員工等大量個人及商業資料。

## 圖集

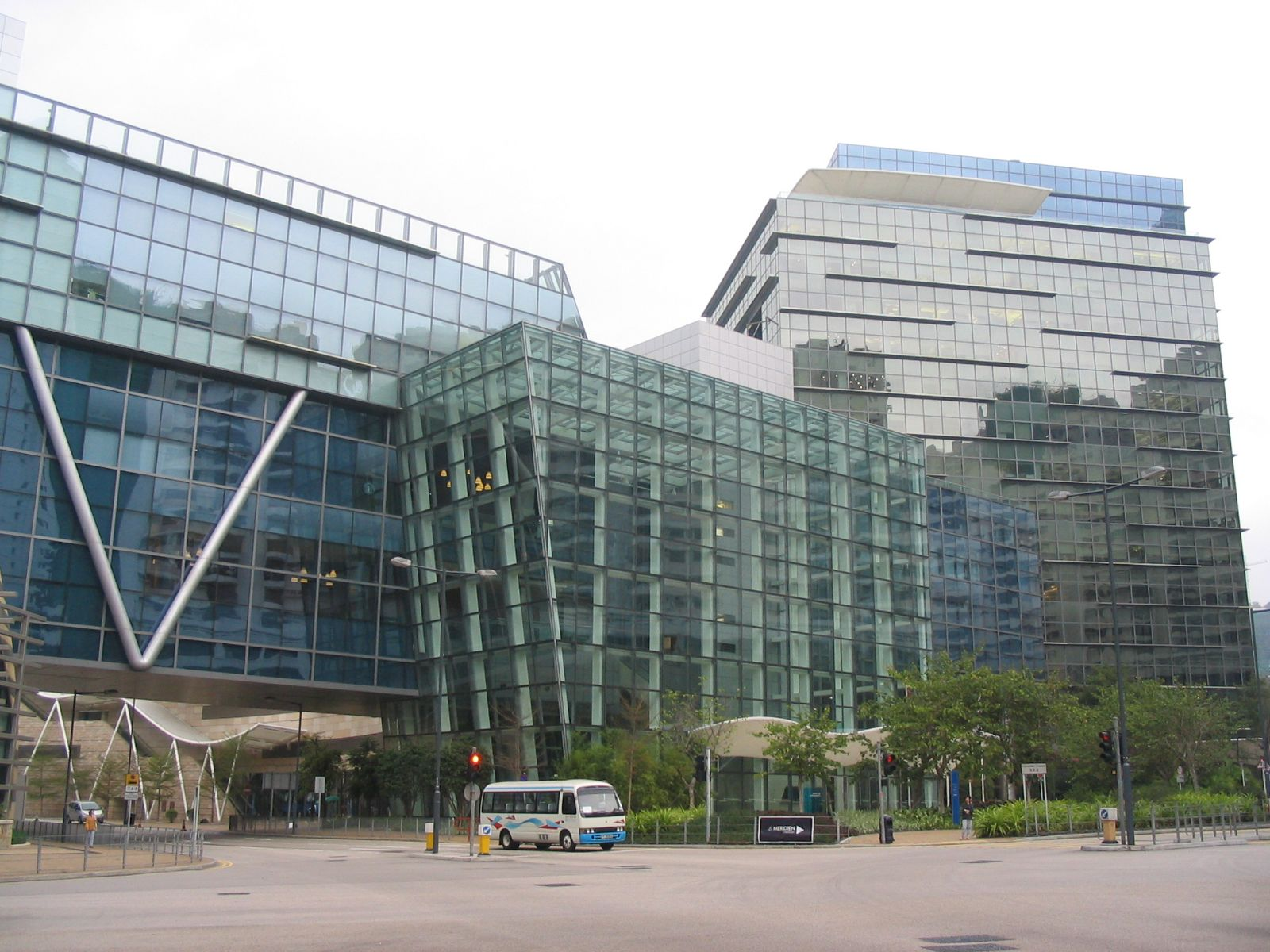
數碼港第2座
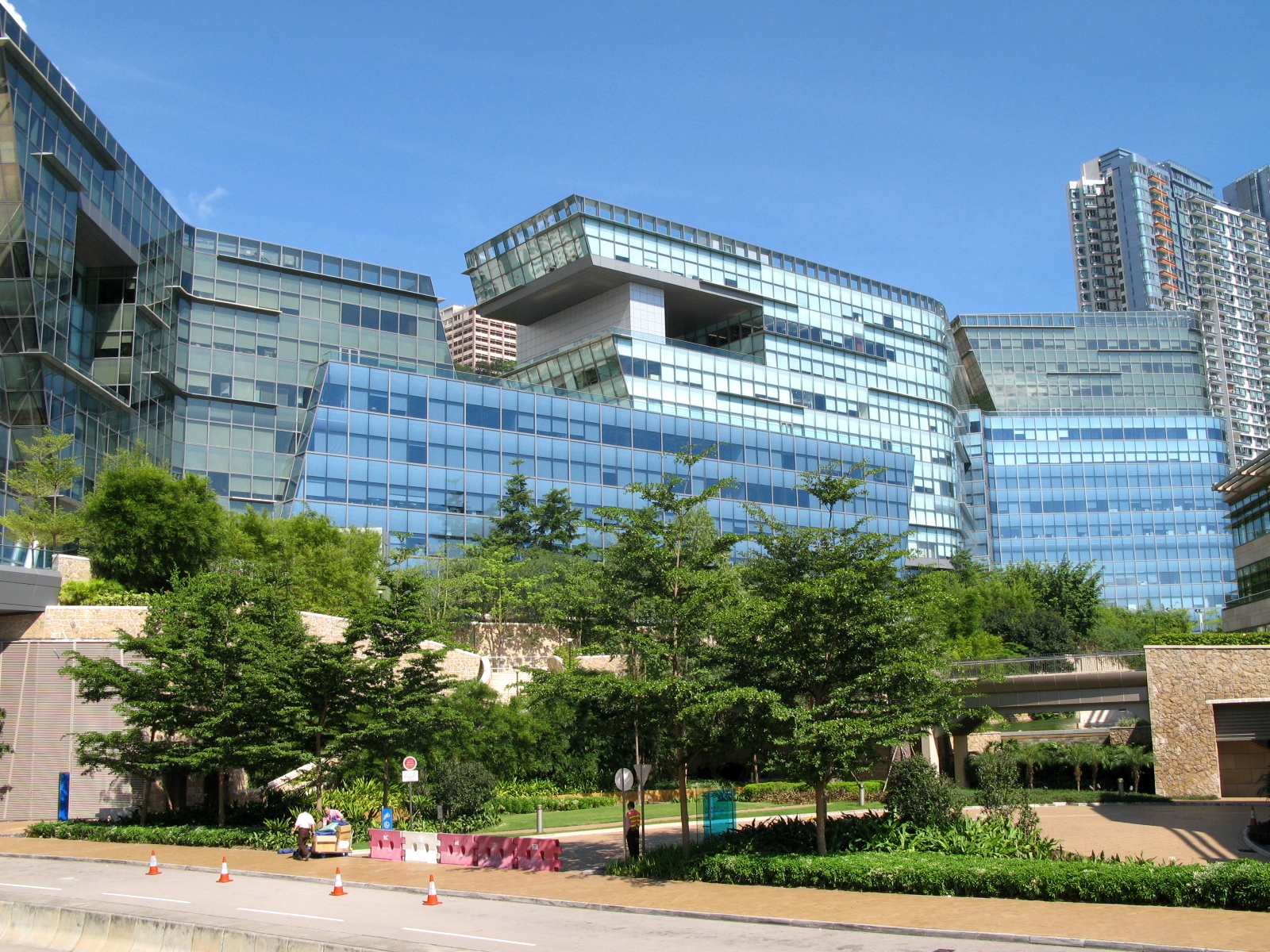
數碼港第3座
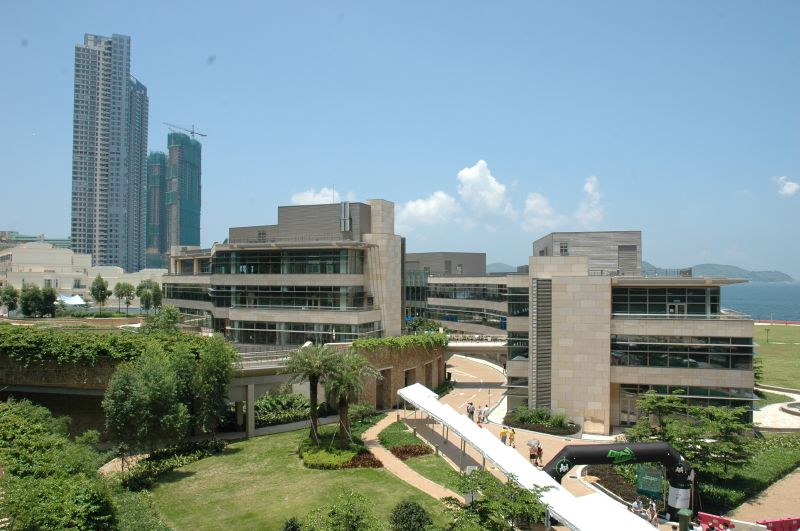
數碼港第4座（2005年）
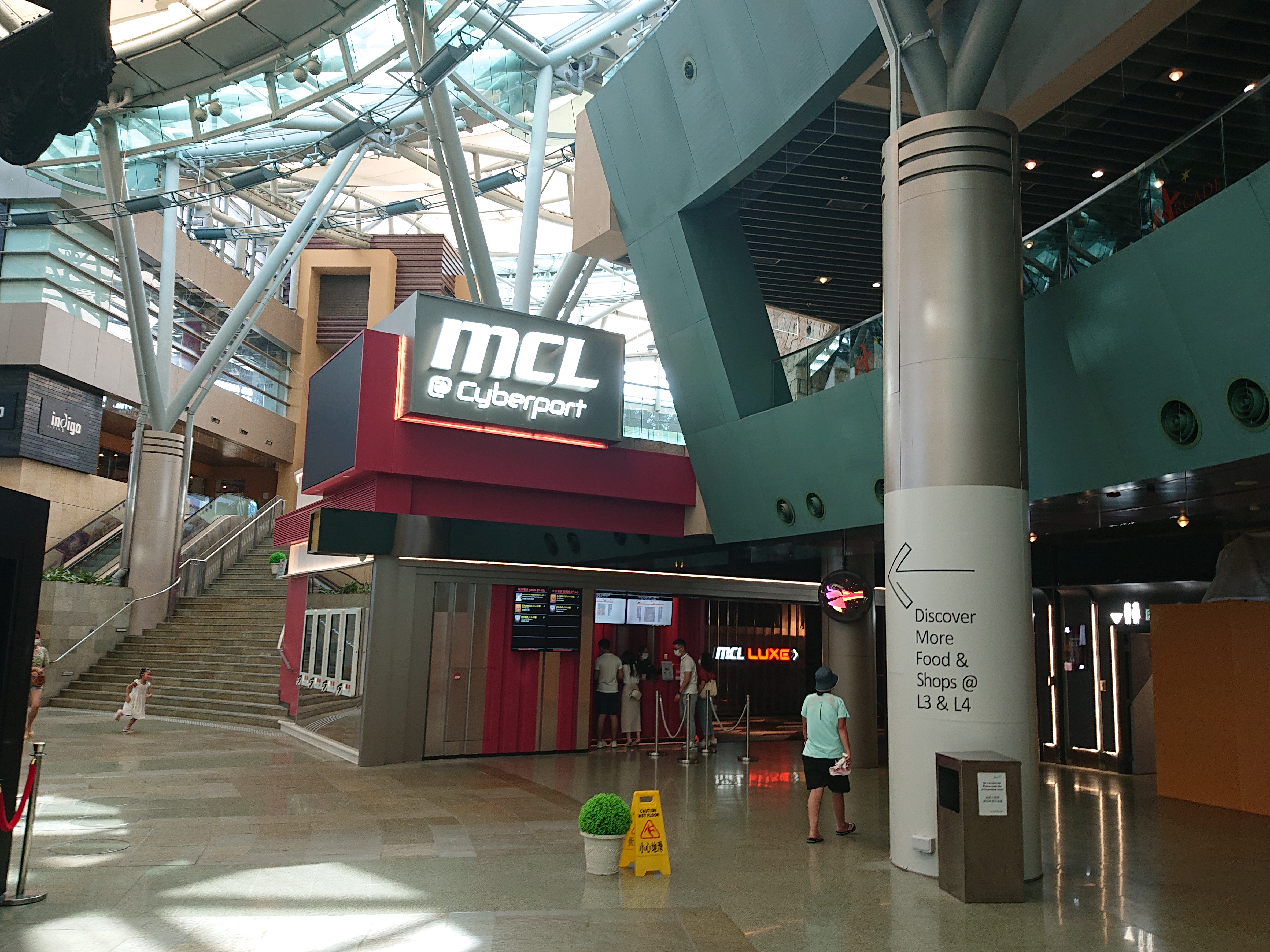
MCL數碼港戲院

## 外部連結
- 數碼港官方網頁 （页面存档备份，存于）
- 數碼港商場官方網頁（页面存档备份，存于）
- 數碼港艾美酒店官方網頁 （页面存档备份，存于）
- 新浪香港文章[永久]
- 數碼港住宅地價78億